# Fritz Klingelhöfer
Friedrich „Fritz“ Otto Ernst Klingelhöfer (* 4. Mai 1832 in Marburg, Kurfürstentum Hessen; † 9. November 1903 ebenda) war ein deutscher Landschaftsmaler der Düsseldorfer Schule.

## Leben

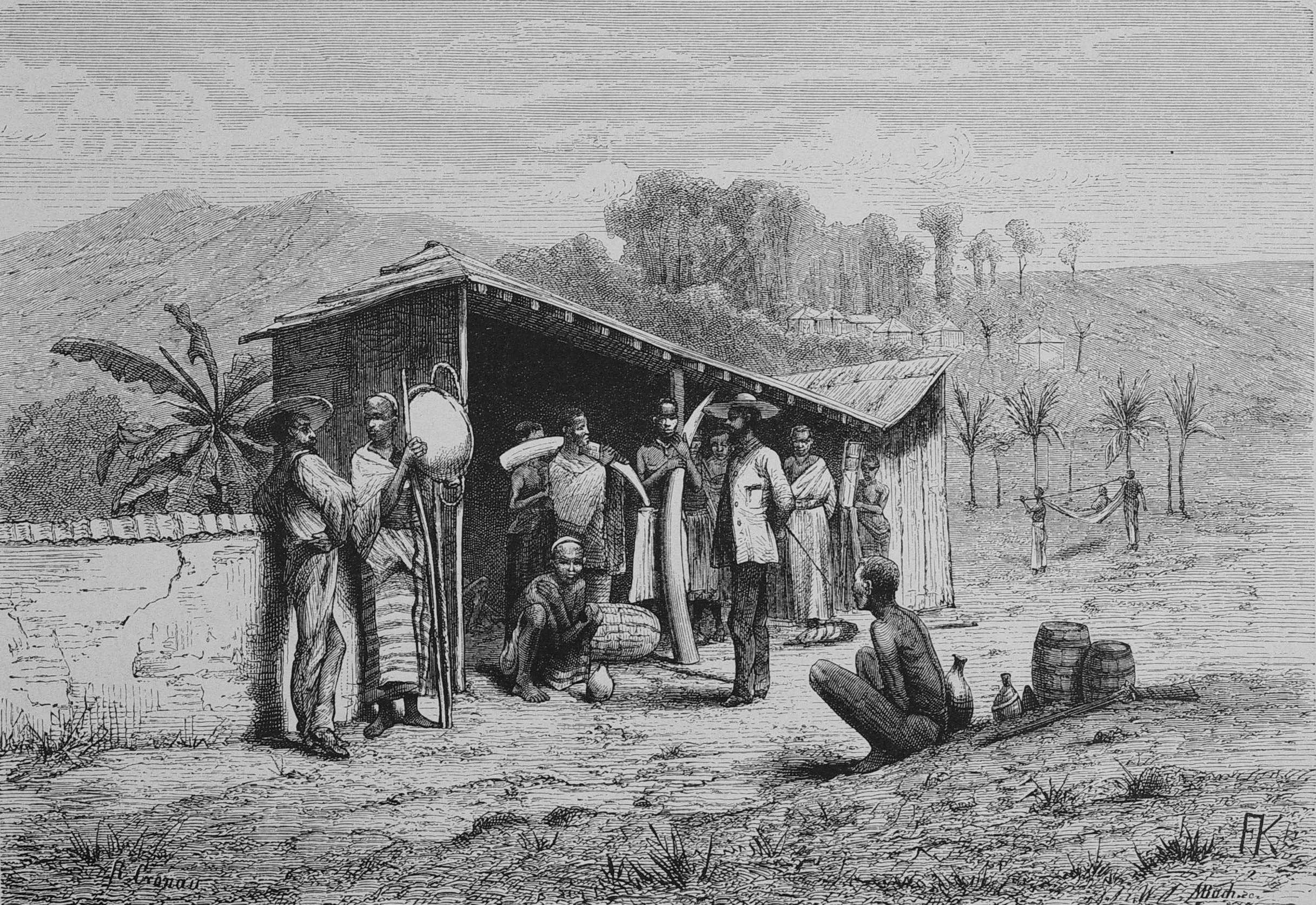
Elfenbeinhändler an der Westküste Afrikas, Illustration von Rudolf Cronau in der Zeitschrift Die Gartenlaube (1878) nach einer Zeichnung von Fritz Klingelhöfer

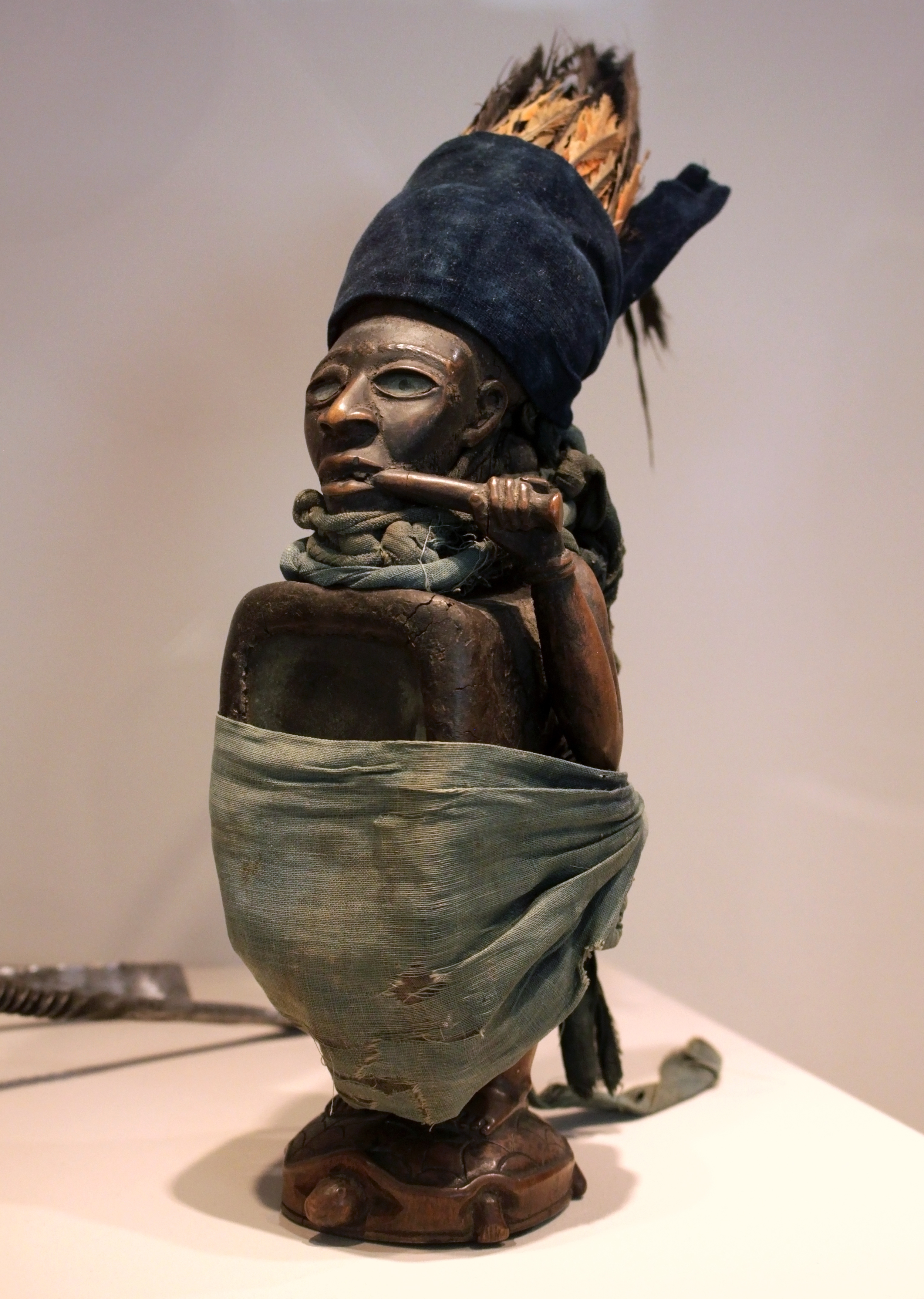
Figurine einer afrikanischen Gottheit aus der Region Loango (Königreich Loango), 1874 von Fritz Klingelhöfer erworben

Klingelhöfer, ältester Sohn des Amtswundarztes Jakob Theodor Klingelhöfer und dessen Ehefrau Christine, geborene Deinert, besuchte die Kunstakademien von Kassel und Düsseldorf. In Düsseldorf soll er besonders den Einfluss des Landschaftsmalers Andreas Achenbach erfahren und im Milieu des Künstlervereins Malkasten verkehrt haben.
Im Alter von 19 Jahren wanderte er nach Nordamerika aus und wurde als Zeitungsillustrator tätig, später als Zeichenlehrer einer angesehenen Töchterschule in den Südstaaten. Dort nahm man ihn als Soldaten der Confederate States Army in die Pflicht. Als solcher sollte er am Sezessionskrieg teilnehmen, jedoch gelang es ihm zu fliehen.
1871 kehrte er nach Deutschland zurück und ließ sich in München nieder, wo er mit Wilhelm von Kaulbach und Wilhelm Busch in engem Verkehr stand. In den Jahren 1873/1874 und erneut auf der Woermann-Linie in den Jahren 1876 bis 1879 unternahm er Reisen nach Afrika. Dortige Faktoreien von Carl Woermann hielt er im Bild fest. Aus Afrika, wo er sich hauptsächlich als Tauschhändler und als Agent des Ethnologen Adolf Bastian betätigt hatte, brachte er eine umfangreiche Sammlung mit, darunter zoologisches Material sowie naturgeschichtliche und ethnografische Stücke, die in den Besitz des Berliner Museums für Völkerkunde und des Zoologischen Instituts der Philipps-Universität Marburg gelangten, außerdem zahlreiche Landschaftsskizzen, die er für die Anfertigung von Landschaftsgemälden nutzte.
Seit 1879 lebte er teils in Berlin, teils in Marburg. Außer exotische Landschaften malte er mit Vorliebe Ansichten aus Marburg und Umgebung. Mit dem befreundeten Landschaftsmaler Hans von Volkmann weilte er 1892 in der Willingshäuser Malerkolonie.
In seiner Landschaftsmalerei setzte Klingelhöfer dramatische Beleuchtungseffekte ein. Auf Ausstellungen war seine Malerei eher selten vertreten, etwa 1879 auf der Berliner Akademie-Ausstellung (Fellandorf am Kongo), 1894 mit einigen Arbeiten in Marburg.
Klingelhöfer starb im Alter von 71 Jahren an einem Schlaganfall und wurde auf dem alten Weidenhäuser Friedhof in Marburg an der Seite seiner Eltern bestattet. Ein Bildnis, das der Maler Carl Bantzer von ihm schuf, zeigt ihn im Alter von 60 Jahren.

## Schrift
- Die Kerryküste, oder Westafrika zwischen Sierra Leone und dem Gambia. In: Centralverein für Handelsgeographie und Förderung deutscher Interessen im Auslande (Hrsg.): Geographische Nachrichten für Welthandel und Volkswirthschaft. Jahrgang 1979, Heft 6, S. 336–340 (Google Books).